# 最強スポーツ統一戦
『最強スポーツ統一戦』（さいきょうスポーツとういつせん）は、フジテレビ系列で2018年と2019年の年末に放送されたスポーツバラエティ特別番組である。

## 出演者

### 総合司会
- 中居正広（2019年のみ）[1]

### MC
- 小島瑠璃子[1][2]

### アナウンサー
- 佐野瑞樹（フジテレビアナウンサー）- 実況[1][2]
- 井上清華（フジテレビアナウンサー）- リポーター[1][2]

## 放送日時
| 回数 | 放送日         | 放送時間（JST） | 放送タイトル                           | 出典  |
| ---- | -------------- | --------------- | -------------------------------------- | ----- |
| 1    | 2018年12月30日 | 13:55 - 15:55   | 最強スポーツ統一戦～禁断のコロシアム～ | [ 2 ] |
| 2    | 2019年12月30日 | 18:00 - 21:54   | 最強スポーツ統一戦2019                 | [ 1 ] |

## スタッフ
第2回（2019年12月30日放送分）
- 協力：ジャニーズ事務所
- 企画制作協力：ホリプロ、FCC
- 企画：吉田博章（フジテレビ）、西尾聖（ホリプロ）
- ナレーション：中井和哉、太田真一郎、浅野真澄
- 美術プロデューサー：副島翔太郎（フジテレビ）
- デザイン：邨山直也（フジテレビ）
- アートコーディネーター：平山雄大
- 大道具：裏隠居徹
- 大道具操作：志賀史樹
- アクリル装飾：犬塚健
- 電飾：川西紘平
- アートフレーム：三浦文裕
- 視覚効果：倉谷美奈絵
- 操演：秋山メカステージ
- マルチ：齋藤淳之介
- 衣装：宮澤愛
- メイク：山田かつら
- 美術協力：アルインコ
- TP：橋本達也（フジテレビ）
- SW：江藤秀一（フジテレビ）
- CAM：田辺絢一（フジテレビ）
- VE：眞武亮介（フジテレビ）
- AUD：鈴木雄一郎・鈴木岳登（共にフジテレビ）
- PA：渡眞利泰樹、サンフォニックス
- スロー：関口翔平
- 照明：毛利克也、安藤雅夫
- 音響効果：VALSE inc.
- CGディレクター：高橋康之
- CGプロデューサー：岡本英士（フジテレビ）
- CGデザイナー：勝又透江
- CG送出：藤木裕久
- 写真提供：アフロ、産経ビジュアル
- 衣装協力：ニューバランス、三共スポーツ、SP
- 技術協力：東海テレビ、fmt、ニューテレス、田中電設工業、Beat International Limited.、IMAGICA Lab.、共同テレビジョン、青二プロダクション、東京フイルム・メート、サンフォニックス
- 現地協力：エアカラン、パーパスジャパン
- 企画協力：TOTALWorkout
- 編成：島本講太（フジテレビ）
- 広報：北村桃子（フジテレビ）
- 協力ディレクター：大森千恵子、高橋良太朗、上山隆之、岡耕平
- 協力プロデューサー：竹内太郎・岸原秀治・藤山太一郎（共にフジテレビ）
- 構成：鈴木裕士、小島美一
- キャスティングプロデューサー：金井由紀子
- AP：永井美由紀、鈴木祐奈（FCC）
- アシスタントディレクター：佐藤圭樹（フジテレビ）、小林勁太（FCC）、西公輝、本田芽里那
- ディレクター：須藤剛（フジテレビ）、瀧澤卓・高瀬康宏（共にFCC）、上田健人、金井洋人・井川美月（クリーク・アンド・リバー社）、和氣光孝
- プロデューサー：太田光史（フジテレビ）、神原孝・春日聰（共にFCC）、武蔵祐輝（クリーク・アンド・リバー社）
- 監修：〆谷浩斗
- チーフディレクター：浅野翔太郎（フジテレビ）
- 総合演出：香川春太郎
- 制作：フジテレビニュース総局スポーツ局スポーツ制作センター
- 制作著作：フジテレビ